# Utrechtse museumbussen
Utrechtse museumbussen zijn historische autobussen uit Utrecht die voor museumdoeleinden bewaard zijn gebleven. Van het Gemeentelijk Energie- en Vervoerbedrijf Utrecht (GVU; 1905-2013) zijn in de afgelopen decennia diverse bussen voor sloop behoed en bewaard gebleven als museumbus.
Bus 134 uit 1954 werd in 1972 als eerste Utrechtse museumbus ondergebracht bij de Stichting Veteraan Autobussen.
In 1988 werd het Bedrijfs Autobus Museum Utrecht (BAMU) opgericht, onder beheer van het GVU. De eerste bus die bij de BAMU werd ingebracht was de GVU 216 uit 1972. Later volgde nog de GVU 333 uit 1978 en 'Duikboot' GVU 68 uit 1964.
Toen de BAMU in 1996 geliquideerd werd kwam de 216 terecht bij Stichting Bever die de bus later over deed aan camping De Horsterhoeve. De 333 en de 68 werden afgevoerd. De 333 kwam bij een particulier terecht, de 68 werd gesloopt.
Sinds 2000 zijn diverse bussen, gebouwd sinds de jaren zeventig, op diverse locaties bewaard als museumbus. In 2017 werd in Utrecht de 'Stichting GEVU Museumbus' opgericht, die nu beschikt over twee bussen (27 en 316).

## Utrechtse museumbussen
| Nummer | Serie   | Bouwjaar | Bewaard door                  | Opmerking | Afbeelding |
| ------ | ------- | -------- | ----------------------------- | --- | ---------- |
| 134    | 101-150 | 1954     | Stichting Veteraan Autobussen | In 1972 werd de Leyland-Verheul Holland Coach nr. 134 overgedragen aan de Stichting Veteraan Autobussen. De 134 was de laatste Holland Coach die op dat moment nog dienstdeed. |            |
| 27     | 26-40   | 1956     | Stichting GEVU Museumbus      | Voor speciaal vervoer heeft het GVU in 1987 de Leyland-Verheul Royal Tiger Worldmaster-bussen nrs. 27 en 31 teruggekocht. Deze twee bussen reden samen met enkele seriegenoten vanaf 1976 rond in het Safaripark Beekse Bergen te Hilvarenbeek. De 27 werd opgeknapt terwijl de 31 als plukwagen diende. In 2001 ontfermden zich een aantal liefhebbers over de 27 die hem restaureerden. |            |
| 316    | 316-332 | 1975     | Stichting GEVU Museumbus      | In 1990 verkocht naar Maastricht Airport, vanaf 2005 in Nijmegen; in 2010 naar Busmuseum van IJsseldijk (oranje kleur van Stadsvervoer Dordrecht); in 2017 als museumbus terug naar Utrecht. |            |
| 333    | 333     | 1978     | Particulier                   | Eerst onderdeel van de BAMU. Via omzwervingen in 2017 bij een particulier terechtgekomen. |            |
| 378    | 350-381 | 1982     | OVCN                          | Sinds 2002 bij Museum van alles en nog wat, Nieuwkoop, in 2018 naar Stichting Standaard Streekbus |            |
| 404    | 401-407 | 1986     | OVCN                          | Eind 2015 teruggevonden bij een particulier en door Stichting Beterdebus verworven met als doel hem terug te brengen in Utrechtse staat. Werd in augustus 2020 overgenomen door de OVCN. Reed voordat bij particulier terecht kwam ook nog enkele jaren vervoer van Wadlopers bij de firma Westbank op Terschelling.                                                                      |            |
| 52     | 44-59   | 1988     | Nationaal Bus Museum          | In 2005 werd de GVU 52 geschonken aan het Nationaal Busmuseum in Hoogezand. De 52 was de eerste CSA-II die in de blauw/witte GVU-kleuren op straat kwam. |            |
| 519    | 519-534 | 1990     | Nationaal Bus Museum          | De tweede bus in 2007 geschonken aan het Nationaal Busmuseum in Hoogezand. |            |